# Női egyéni toronyugrás a 2012. évi nyári olimpiai játékokon
A 2012. évi nyári olimpiai játékokon a műugrás női egyéni 10 méteres toronyugrás versenyszámát augusztus 8. és 9. között rendezték meg az Aquatics Centre-ben.
A női toronyugrás döntőjét a 19 esztendős világbajnok kínai Csen Zso-lin nyerte, aki ezzel megvédte négy évvel korábbi olimpiai bajnoki címét. Az ezüstérmet a 16 esztendős ausztrál Brittany Broben szerezte meg, míg a harmadik helyen a 19 éves malajziai Pandelela Rinong zárt.

## Versenynaptár
Az időpontok helyi idő szerint, zárójelben magyar idő szerint olvashatóak.
| Dátum                         | Időpont       | Forduló   |
| ----------------------------- | ------------- | --------- |
| 2012. augusztus 8., szerda    | 19:00 (20:00) | Selejtező |
| 2012. augusztus 9., csütörtök | 10:00 (11:00) | Elődöntő  |
| 2012. augusztus 9., csütörtök | 19:00 (20:00) | Döntő     |

## Eredmény
Kékkel az elődöntősök vannak jelölve, zölddel pedig a döntősök.
| #  | Ország                 | Név                  | Selejtező | Selejtező | Elődöntő | Elődöntő | Döntő  | Döntő   |
| #  | Ország                 | Név                  | Pontok    | Rangsor   | Pontok   | Rangsor  | Pontok | Rangsor |
| -- | ---------------------- | -------------------- | --------- | --------- | -------- | -------- | ------ | ------- |
|    | Kína (CHN)             | Csen Zso-lin         | 392,35    | 1         | 407,25   | 1        | 422,30 | 1       |
|    | Ausztrália (AUS)       | Brittany Broben      | 339,80    | 4         | 359,55   | 3        | 366,50 | 2       |
|    | Malajzia (MAS)         | Pandelela Rinong     | 349,00    | 2         | 352,50   | 5        | 359,20 | 3       |
| 4  | Ausztrália (AUS)       | Melissa Wu           | 337,90    | 5         | 355,60   | 4        | 358,10 | 4       |
| 5  | Oroszország (RUS)      | Julija Koltunova     | 334,80    | 7         | 351,90   | 6        | 357,90 | 5       |
| 6  | Mexikó (MEX)           | Paola Espinosa       | 324,00    | 13        | 317,10   | 11       | 356,20 | 6       |
| 7  | Németország (GER)      | Christin Steuer      | 341,75    | 3         | 339,90   | 7        | 351,35 | 7       |
| 8  | Olaszország (ITA)      | Bátki Noémi          | 324,20    | 12        | 325,45   | 10       | 350,05 | 8       |
| 9  | Kína (CHN)             | Hu Ja-tan            | 337,85    | 6         | 328,25   | 9        | 349,50 | 9       |
| 10 | Kanada (CAN)           | Roseline Filion      | 314,85    | 17        | 329,60   | 8        | 349,10 | 10      |
| 11 | Kanada (CAN)           | Meaghan Benfeito     | 325,50    | 10        | 359,90   | 2        | 345,15 | 11      |
| 12 | Ukrajna (UKR)          | Julija Prokopcsuk    | 324,85    | 11        | 315,80   | 12       | 344,55 | 12      |
| 13 | Észak-Korea (PRK)      | Kim Unhjang          | 308,10    | 18        | 314,40   | 13       |        |         |
| 14 | Észak-Korea (PRK)      | Kim Dzsinok          | 320,10    | 15        | 312,95   | 14       |        |         |
| 15 | Egyesült Államok (USA) | Brittany Viola       | 322,55    | 14        | 300,50   | 15       |        |         |
| 16 | Egyesült Államok (USA) | Katie Bell           | 326,95    | 9         | 296,80   | 16       |        |         |
| 17 | Németország (GER)      | Maria Kurjo          | 319,65    | 16        | 264,45   | 17       |        |         |
| 18 | Japán (JPN)            | Nakagava Mai         | 327,65    | 8         | 260,05   | 18       |        |         |
| 19 | Nagy-Britannia (GBR)   | Monique Gladding     | 301,45    | 19        |          |          |        |         |
| 20 | Nagy-Britannia (GBR)   | Stacie Powell        | 287,30    | 20        |          |          |        |         |
| 21 | Mexikó (MEX)           | Carolina Mendoza     | 286,95    | 21        |          |          |        |         |
| 22 | Malajzia (MAS)         | Traisy Vivien Tukiet | 285,00    | 22        |          |          |        |         |
| 23 | Olaszország (ITA)      | Brenda Spaziani      | 268,00    | 23        |          |          |        |         |
| 24 | Franciaország (FRA)    | Audrey Labeau        | 261,05    | 24        |          |          |        |         |
| 25 | Kuba (CUB)             | Annia Rivera         | 233,95    | 25        |          |          |        |         |
| 26 | Dél-Korea (KOR)        | Kim Szudzsi          | 215,75    | 26        |          |          |        |         |